# Alliance de Baldjouna
L'alliance de Baldjouna est un serment prêté en 1203 par le khan mongol Tèmudjin (le futur Gengis Khan) et un groupe réduit de compagnons.
Au début de l'année 1203, Tèmudjin se brouille avec son ancien allié et protecteur, le khan Toghril des Kéraït. Il est battu à la bataille des sables de Qalaqaldjit et ses troupes se dispersent. Accompagné d'un petit groupe de fidèles, il s'établit près de la Baldjouna, un lac ou une rivière non identifiée dans le sud-est de la Mongolie. Ils prêtent un serment solennel par lequel ils se jurent fidélité et s'engagent à tout partager, aussi bien la gloire que les déboires.
Après avoir reconstitué ses forces, Tèmudjin parvient à vaincre les Kéraït à l'automne 1203, une étape supplémentaire dans l'unification des peuples nomades de la steppe mongole. Une fois cette unification achevée, en 1206, il prend le titre de Gengis Khan lors d'un grand qouriltaï et accorde les plus hautes distinctions du nouvel empire mongol aux « Baldjouniens », les hommes ayant prêté avec lui le serment de 1203.
Cet événement n'est pas du tout mentionné dans l'Histoire secrète des Mongols, ce qui incite les chercheurs du XIXe siècle à douter de son historicité. Celle-ci n'est plus contestée depuis le milieu du XXe siècle, son omission étant vraisemblablement due au caractère hétérogène du groupe formé par les Baldjouniens.

## Contexte

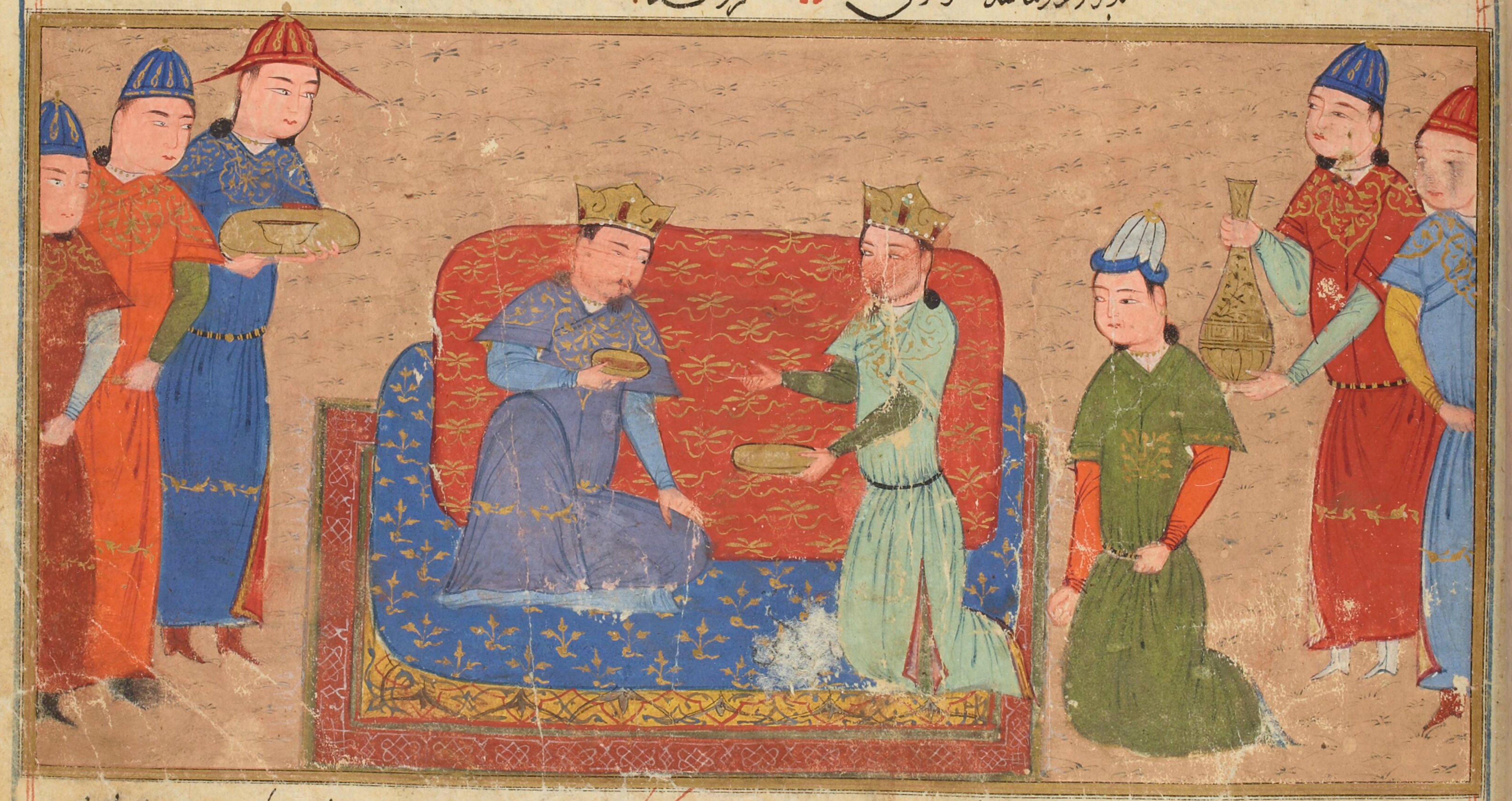
Tèmudjin et Toghril (illustration d'un manuscrit du Jami al-tawarikh du XVe siècle).

Tèmudjin, le futur Gengis Khan, voit le jour entre 1155 et 1167. Il n'a que neuf ans lorsque son père, le chef mongol Yesügei, trouve la mort. Abandonné par sa tribu avec sa mère Hö'elün et ses frères et sœur, il parvient néanmoins à survivre et commence à réunir un petit groupe de compagnons. Ses perspectives s'améliorent encore lorsqu'il s'engage à servir Toghril, le khan du peuple des Kéraït, qui était le frère de sang (anda) de son père,,. Il entretient cependant des relations conflictuelles avec son propre anda Djamouqa, un ami d'enfance avec lequel il rivalise pour la domination des clans mongols. Dans les rangs de l'aristocratie kéraït, l'ascension de Tèmudjin suscite également des craintes, en particulier chez le fils de Toghril, Senggum (ru),.
Ces craintes semblent se concrétiser lorsque Tèmudjin propose à Toghril un double mariage entre leurs deux familles. Son fils aîné Djötchi prendrait pour épouse Tcha'our-bèki, une fille de Toghril, tandis que Tèmudjin offrirait la main d'une de ses filles, Qodjin-bèki (ru), à Tousaqa, fils de Senggum. Ce dernier refuse catégoriquement, non seulement parce qu'il craint de voir l'héritage de son père lui échapper, mais aussi parce qu'il n'est pas certain que Djötchi, né après l'enlèvement de sa mère Börte par les Merkit, soit bien le fils de Tèmudjin, bien que ce dernier ne le traite jamais autrement. Senggum bénéficie du soutien de Djamouqa, ainsi que de deux parents de Tèmudjin, son cousin Qoutchar et son oncle Altan (ru),. Les sources se contredisent sur la réaction de Toghril : d'après l'Histoire secrète des Mongols, un récit de la vie de Gengis Khan rédigé au XIIIe siècle, il est tiraillé entre les liens qui l'unissent à Tèmudjin et l'amour pour son fils, qui finit par lui présenter un ultimatum auquel il ne peut que céder ; en revanche, le Jami al-tawarikh de Rashid al-Din et les légendes recueilles par Marco Polo affirment que Toghril est déjà mal disposé à l'égard de Tèmudjin et qu'il refuse avec colère sa proposition de double mariage,. Son opinion pourrait avoir été influencée par une délégation marchande d'Asie centrale, comprenant des Kara-Khitans et des Ouïghours, qui redoute d'être exclue des réseaux commerciaux de la route de la soie si Tèmudjin s'impose comme maître de la steppe mongole ; les ambitions de ce dernier ont également pu contribuer à la rupture avec Toghril,.
Toghril finit par se rendre au point de vue de Senggum. Afin d'éviter tout affrontement militaire, il tente d'attirer Tèmudjin dans un piège en lui faisant croire qu'il accepte son offre matrimoniale et en l'invitant à un banquet. Ne se doutant de rien, Tèmudjin se met en route avec une garde réduite (deux compagnons seulement selon Rachid al-Din, dix selon l'Histoire secrète). Il n'échappe à l'embuscade tendue par les Kéraït qu'après avoir été incité à la prudence par le vieux Munglik, un ancien camarade de son père. Senggum décide alors de l'attaquer de front, mais Tèmudjin est averti par deux pâtres kéraït nommés Badaï et Kichliq,,. En infériorité numérique, il s'enfuit vers l'est et les frontières de la dynastie Jin. L'arrivée de plusieurs transfuges de l'armée kéraït, comme Qouyildar de la tribu des Mangghout et Djurtchèdèi (ru) de la tribu des Ourou'out (ru), ne suffit pas à inverser le rapport de forces et Tèmudjin est vaincu à la bataille des sables de Qalaqaldjit. En blessant Senggum d'une flèche, Djurtchèdèi lui permet cependant de prendre la fuite, les Kéraït s'empressant de protéger leur prince au lieu de poursuivre les Mongols, dont la défaite semble totale,.

## Le serment
Les forces de Tèmudjin subissent de lourdes pertes pendant leur retraite, et plusieurs de ses capitaines sont portés disparus. En dépit du danger, il attend une nuit que ses troupes se rassemblent. Bortchou arrive à l'aube, ayant perdu son cheval à Qalaqaldjit, suivi de près par Boroqoul qui emmène avec lui Ögedeï, le troisième fils de Tèmudjin, grièvement blessé au cou. Ce n'est qu'à ce moment-là que le khan bat en retraite, ne s'arrêtant que le temps d'enterrer Qouyildar, tué pendant la bataille,,.
La retraite de Tèmudjin le conduit sur les berges de la Baldjouna, un lac ou un cours d'eau non identifié. L'emplacement le plus plausible serait le long de la Khalkha, près de la frontière des Jin, dans le sud-est de la Mongolie. Il pourrait également s'agir d'un affluent de l'Ingoda ou du lac Balzino, plus au nord, en Bouriatie,.
Le khan ne dispose alors plus que de forces très réduites, entre 2 600 et 4 600 soldats. Le Yuan Shi, une histoire officielle de la dynastie Yuan rédigée au XIVe siècle, affirme que Tèmudjin n'est plus entouré que de dix-neuf compagnons, mais il s'agit vraisemblablement d'une exagération ; ces dix-neuf hommes sont sans doute les chefs de l'armée qui accompagne encore Tèmudjin,. D'après le Yuan Shi, ces hommes affamés ont la chance de tomber sur un cheval sauvage. Après l'avoir tué, ils se nourrissent de sa chair et utilisent son cuir et ses déjections pour faire bouillir l'eau boueuse de la Baldjouna,.

« Touché de la fidélité de ceux qui ne l'avaient point quitté dans sa détresse, il leur promit, les mains jointes et les yeux levés vers le ciel, que désormais il partagerait avec eux le doux et l'amer, disant que, s'il manquait à sa parole, il voulait devenir comme l'eau bourbeuse de la Baldjouna. En même temps, il but de cette eau et présenta la coupe à ses officiers qui jurèrent à leur tour de ne jamais l'abandonner. »

Ce récit poétique constitue sans doute une version enjolivée de la réalité. Il met l'accent sur les grandes idées qu'utilise Tèmudjin pour rallier des hommes à sa cause, un mélange d'égalité sociale et d'ascèse personnel. En réalité, le khan passe vraisemblablement la majeure partie de l'été 1203 à recruter des troupes chez les Onggirat (la tribu de sa femme Börte), les Ikires et une partie des Nirounes. Il est également rejoint par des chefs khitans, qui voient en lui un moyen de se venger des Jin, et deux marchands musulmans nommés Jafar et Hassan qui échangent leur troupeau d'un millier de moutons contre des garanties commerciales. Il se trouve même des Kéraït pour abandonner Toghril au profit de Tèmudjin, parmi lesquels Tchinqaï (en), qui s'élève à de hautes fonctions administratives sous le règne d'Ögedeï,.
Les dix-neuf individus ayant prêté le serment de Baldjouna se caractérisent par leur hétérogénéité sociale, culturelle et religieuse. À l'exception de Tèmudjin lui-même et de son frère Qasar, aucun d'eux n'est Mongol : issus de neuf clans différents, ce sont des Khitans, des Tangoutes, des Kéraïts, des Naïmans, d'autres proviennent d'Asie centrale et peut-être même d'Asie du Sud. Parmi ces hommes qui se vouent au tengriste Tèmudjin se trouvent trois musulmans, plusieurs chrétiens nestoriens et des bouddhistes. L'historien Jack Weatherford considère que l'alliance de Baldjouna forme « une sorte de fraternité qui, en transcendant les liens de parenté et les spécificités ethniques et religieuses, se rapproch[e] d'une citoyenneté moderne, fondée sur le choix et la responsabilité individuelle »,.

## Suites

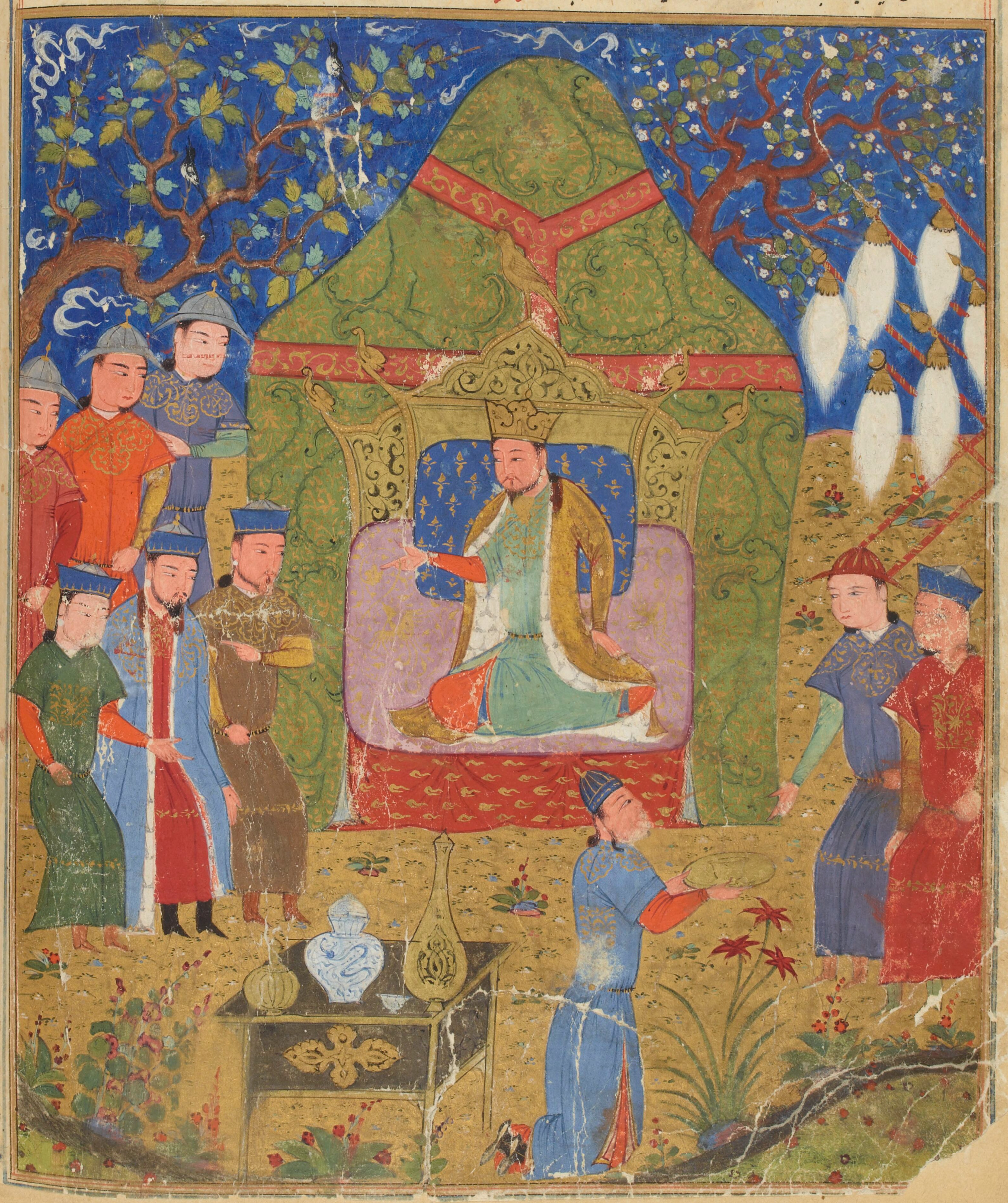
Tèmudjin est proclamé Gengis Khan lors du qouriltaï de 1206 (illustration d'un manuscrit du Jami al-tawarikh du XVe siècle).

Vers la fin de l'année 1203, Tèmudjin rassemble ses forces et tombe sur les Kéraït campés dans les hauts de Tchetchè'er, dans la basse vallée de la Kerülen. Après trois jours de bataille, il leur inflige une défaite décisive. Toghril s'enfuit jusqu'en pays naïman, où il est abattu par une sentinelle qui n'a pas reconnu le khan des Kéraït. Son fils Senggum se réfugie encore plus loin, aux confins du Tibet, puis en Kachgarie, où il est lui aussi tué,,.
Vainqueur des Kéraït, Tèmudjin soumet au cours des années qui suivent les Naïmans et les Merkits. En 1206, il organise une grande assemblée (qouriltaï) sur les berges de l'Onon durant lequel il est proclamé « Gengis Khan » et récompense les hommes l'ayant aidé dans sa conquête du pouvoir. Parmi eux se trouvent les participants de l'alliance de Baldjouna, surnommés « Baldjouniens » (Baldjounatou, littéralement « ceux qui ont bu l'eau boueuse »), qui reçoivent les plus hauts titres et dont les noms se perpétuent dans les mémoires jusqu'au XIVe siècle,. Plusieurs d'entre eux occupent des fonctions importantes au sein de l'empire mongol, comme Tchinqaï, Jafar ou l'Ouriangqat Qaban, dont le fils Subötaï devient l'un des principaux généraux de l'armée mongole.

## Historiographie
L'alliance de Baldjouna n'est pas du tout mentionnée dans l'Histoire secrète des Mongols. Son historicité est par conséquent mise en doute par les chercheurs pendant plus d'un siècle, de Palladius dans les années 1860 à E. H. Parker (en), Paul Pelliot, Arthur Waley et René Grousset dans la première moitié du XXe siècle.
Le sinologue américain Francis Woodman Cleaves réfute cette position dans un article de 1955 dont les conclusions forment le consensus chez les historiens ultérieurs. Les Baldjouniens sont mentionnés dans trop de sources primaires pour que le silence de l'Histoire secrète puisse démontrer l'inexistence du serment. Il est probable que son auteur, méfiant vis-à-vis des non-Mongols, ait choisi de taire cet événement en raison de l'hétérogénéité de ses protagonistes, dont beaucoup n'appartiennent pas à ce peuple,.